# Біля небезпечної межі
«Біля небезпечної межі» (рос. «У опасной черты») — радянський художній фільм кінорежисера Віктора Георгієва, знятий в 1983 році.

## Сюжет
1943 рік. Німецько-радянська війна. Третій Рейх веде розробку новітньої хімічної зброї для застосування її на Східному фронті. Кілька груп радянських розвідників направляються в тил противника з завданням захопити і доставити в СРСР зразки цієї зброї з метою надати інформацію про її розробку світовій спільноті і тим самим, під загрозою удару у відповідь, запобігти його застосування Німеччиною. Одна з розвідувальних груп потрапляє в особливо складні умови…

## У ролях
- Любов Віролайнен —  Анна Єфімова, розвідниця/фройляйн Анна, перекладачка
- Олександр Збруєв —  Сергій Громов, військовополонений
- Олександр Граве —  Глинський, органіст в костелі, керівник радянської підпільної групи
- Ернст Романов —  Еберле, нацистський учений, винахідник газу «Циклон Б»
- Улдіс Лієлдіджс —  Рейнгардт Хейдеман, штандартенфюрер
- Едуард Марцевич —  Штроп, хімік
- Євген Лазарев —  Саша Савченко, фотограф-підпільник
- Іван Косих —  Штейнфул, «доктор»-шпигун, німецький контррозвідник
- Петро Федоров —  Альоша, військовополонений, друг Сергія
- Віктор Шульгін —  Дмитро Прокопович Каширін, підпільник
- Віктор Косих —  Дьяков, підпільник
- Олег Куценко —  Циган
- Ігор Дмитрієв —  фон Третнов, німецький аристократ
- Борис Сморчков —  полковник радянської контррозвідки
- Ігор Бучко —  Хельмут, гестапівський кат
- Євген Дегтяренко —  співробітник Штропа
- Еве Ківі —  німецька акторка, коханка Хейдемана
- Євгенія Лижина —  сусідка Ані
- Федір Одиноков —  Юзеф, лісник

## Знімальна група
- Автори сценарію — Володимир Амлинський, Віктор Георгієв
- Режисер — Віктор Георгієв
- Оператор — Ілля Міньковецький
- Художник — Євген Серганов
- Композитор — Едісон Денисов